# Luci Pupi
Luci Pupi (en llatí: Lucius Pupius) va ser un magistrat romà del segle ii aC. Formava part de la gens Púpia, una gens romana d'origen plebeu.
Va ser edil curul l'any 185 aC, probablement la primera magistratura curul de la seva carrera, i dos anys després va ser nomenat pretor, el 183 aC. Com a pretor va obtenir el govern de la província de l'Apúlia.